# Третя англо-маратхська війна
Третя англо-маратхська війна (1817—1818) — остання з серії війн між Британською Ост-Індійською компанією і Маратхською конфедерацією, найбільша для Великої Британії за числом задіяних військ кампанія в Індії. В результаті тієї війни Ост-Індійська компанія здобула контроль над більшою частиною території Індії.

## Передумови
Після другої англо-маратхської війни численні банди з числа колишніх військовиків, що поповнювались за рахунок знедолених селян і ремісників, почали здійснювати регулярні набіги спочатку на різні князівства центральної та північно-західної Індії, а потім і на території, підконтрольні британцям. 1817 року Компанія спорядила велику військову експедицію проти тих банд.
У той же період низка маратхських магараджів перейшли під британський контроль. Згодом у Пуне був убитий посол Компанії, що дало британцям можливість змусити пешву Баджі Рао II 13 червня 1817 року підписати договір, відповідно до якого той передавав британцям низку територій, а також більше не міг вести самостійну зовнішню політику. Окрім того пешва був змушений розпустити кінноту, але при цьому попередив вояків, щоб вони були готові повернутись до строю й виплатив їм платню за 7 місяців вперед, а генералу Бапу Гокхале наказав розпочати підготовку до війни.

## Перебіг війни
В результаті розосередження британських військ банди маратхів виявились оточеними з усіх боків, відступати їм було нікуди. В результаті британського наступу банди було цілковито знищено.
Пешва спробував використати зайнятість загонів Компанії війною з бандами, здійснивши атаку на британців біля села Кхадкі, але зазнав поразки. Вранці 16 листопада генерали маратхів були готові атакувати британців знову, але з'ясувалось, що пешва з братом утекли до форту Пурандар, увівши з собою частину військ. Вранці 17 листопада британці перейшли у наступ і взяли Пуне.
Пешва утік на південь до Карнатаки, але не отримавши підтримки від раджі Майсуру, повернув назад і, прослизнувши повз британців, вирушив до Солапура. 19 лютого британські війська перехопили загін Баджі Рао II і під час сутички захопили раджу Сатара (саме місто Сатара разом із палацом було взято ще 7 лютого).
10 квітня 1818 року британські війська захопили форти Сінхагад і Пурандар. 3 червня 1818 року Баджі Рао II здався британцям, і хоч факт ув'язнення пешви британцями всі маратхі розглядали як національне приниження, він сам, отримавши гарний пенсіон і гарантії для своєї родини, насолоджувався життям.

### Події уНаґпурі
Мудходжі II прийшов до влади у Наґпурі після вбивства свого слабоумного кузена Парсоджі. 27 травня 1816 року він уклав з британцями договір, і у князівстві розмістився контингент Компанії. Під час війни британський резидент вимагав від Мудходжі припинення контактів з пешвою Баджі Рао II та розпущення військ. Натомість магараджа відкрито підтримав пешву. Коли стало ясно, що конфлікт неминучий, резидент запитав допомогу у військ Компанії, що розташовувались поряд.
29 листопада 1817 року британський загін зайняв форт на пагорбі Сітабулді. У грудні до британців підійшли ще два загони, але вони все одно ще сильно поступались маратхам за чисельністю: під командуванням Мудходжі було близько 18 тисяч солдат і 36 гармат.
26 грудня 1817 року маратхі атакували форт. Британські війська утримувались в оточенні, потім кіннота удалась до несподіваної атаки, відкинувши кінноту противника, а сипаї перейшли в наступ вниз схилом пагорбу, розсіявши маратхів. 27 грудня бій завершився перемогою британців. Мудходжі втік, а британський резидент оголосив магараджею його неповнолітнього онука, взявши реальну владу до своїх рук.

## Наслідки
В результаті війни було ліквідовано інститут пешв, їхні володіння перейшли під британське управління, а численні князівства Раджпутани, центральної та західної Індії стали формальними васалами Компанії на умовах сплати данини й відмови на користь Компанії від самостійної зовнішньої політики. У найбільших князівствах були постійно розквартировані гарнізони британо-індійських військ. Сліди автономії залишились тільки у маленьких державах Колхапур і Сатара, де правили нащадки Шиваджі.